# 63 Andromedae
63 Andromedae (63 And), som är stjärnans Flamsteedbeteckning, är en ensam stjärna belägen i den nordvästra delen av stjärnbilden Andromeda. Stjärnan har också variabelbeteckningen PZ Andromedae. Den har en skenbar magnitud på ca 5,59 och är svagt synlig för blotta ögat där ljusföroreningar ej förekommer. Baserat på parallaxmätning inom Hipparcosuppdraget på ca 7,9 mas, beräknas den befinna sig på ett avstånd på ca 413 ljusår (ca 127 parsek) från solen.

## Egenskaper
63 Andromedae är en blå till vit stjärna i huvudserien av spektralklass B9 VpSi, vilket anger att den är en kemiskt ovanlig stjärna med onormalt starka linjer av kisel i spektret. Även om den har spektraltyp B är denna stjärna känd som en Ap-stjärna, en klass av stjärnor med mycket starka spektrallinjer av vissa tunga element och starkt magnetfält. De kemiska särdragen orsakas av skiktning i atmosfären på grund av långsam rotation. Stjärnan har en massa som är ca 3 gånger solens massa, en radie som är ca 2,4 gånger större än solens och utsänder ca 110 gånger mera energi än solen från dess fotosfär vid en effektiv temperatur på ca 12 000 K.
63 Andromedae varierar i magnitud med ca 0,05 enheter med en period av 4,189 dygn, vilket antas bero på dess rotation. Denna typ av variabel stjärna är känd som en Alfa2 Canum Venaticorum-variabel efter den första stjärnan som studerades.